# Apolonia (krój pisma)
Apolonia – dwuelementowy, szeryfowy krój pisma dostosowany do pisowni i ortografii języka polskiego autorstwa dr. Tomasza Wełny.

## Projekt
„Apolonia” powstała w ramach pracy doktorskiej Tomasza Wełny na Akademii Sztuk Pięknych w Krakowie. Pochodzący z Prudnika Wełna opracował krój korzystając z Biblii Leopolity wydrukowanej w języku polskim w 1577 w Krakowie, a znajdującej się w zbiorach Muzeum Ziemi Prudnickiej – tzw. „Biblia prudnicka”.
Font „Apolonia” zawiera m.in. 
- szeroki zbiór typowo polskich ligatur,
- kapitaliki i cyfry nautyczne,
- europejskie litery i znaki diakrytyczne.

W 2012 roku opublikowane zostały odmiany kroju „Apolonia”:
- Apolonia 500 – odmiana dostosowana do czytników książek elektronicznych,
- Apolonia Nova – odmiana bezszeryfowa.

Font Apolonia jest dostępny w formatach Open Type, Type 1 oraz True Type.

## Przyjęcie i krytyka

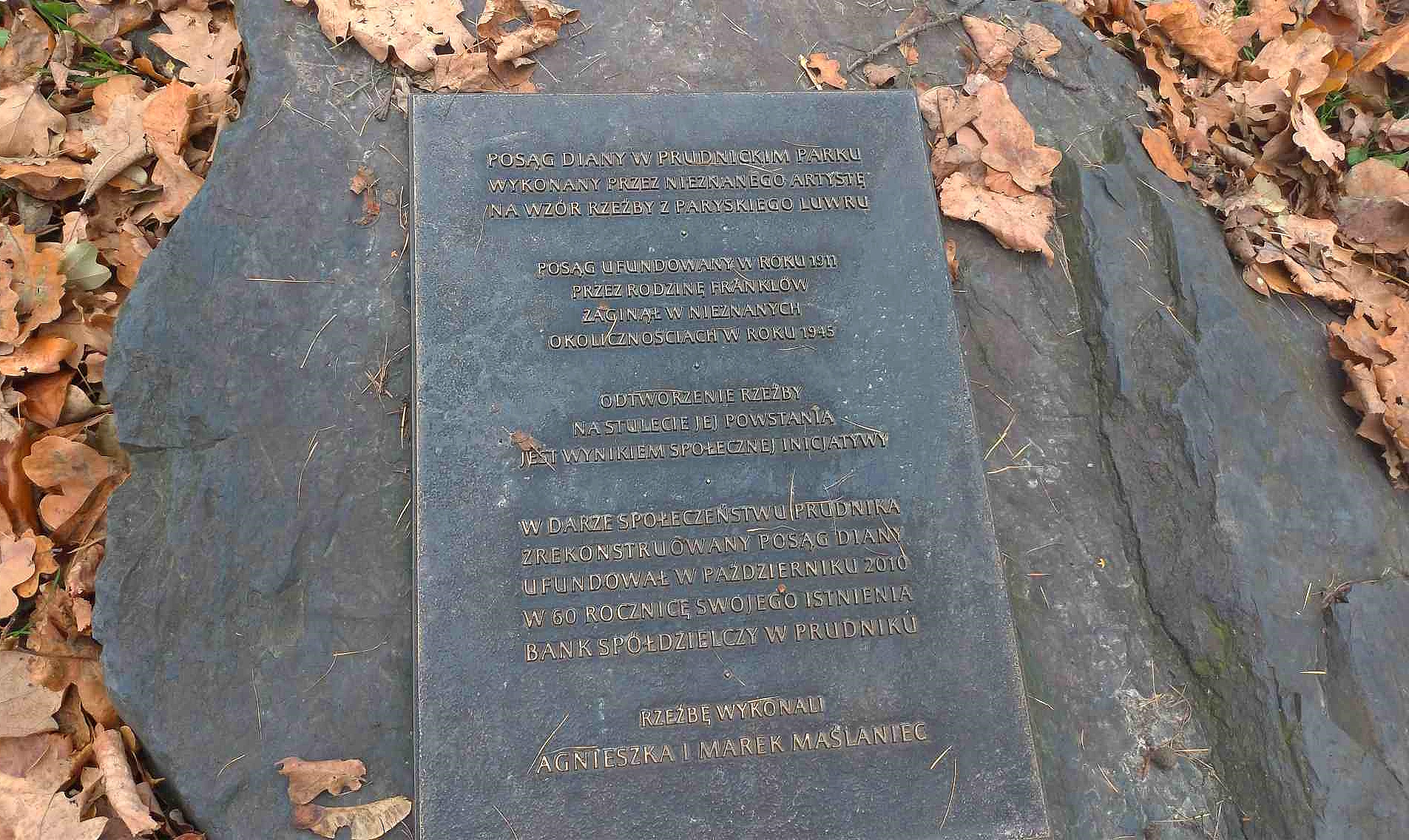
Tablica pod posągiem Diany w Prudniku

„Apolonia” została zaprezentowana w maju 2011 r. Pierwszą polską gazetą, która wydrukowała stronę używając „Apolonii” był „Tygodnik Prudnicki” 18 maja 2011. „Apolonią” został też napisany tekst na tablicy pod posągiem Diany w Parku Miejskim w Prudniku.
Opinie na temat kroju są różne. Pozytywnie o nim wypowiedzieli się profesorowie Adam Wsiołkowski, Paweł Taranczewski, Adam Romaniuk, Piotr Lenartowicz SJ, Krzysztof Kochnowicz, Jan Miodek oraz m.in. Wiktor Niedzicki. Z drugiej strony krytyczny artykuł opublikowali na stronie internetowej Stowarzyszenia Twórców Grafiki Użytkowej Magdalena Frankowska i Artur Frankowski (autor Grotesku Polskiego). Głównym zarzutem było rzekome pominięcie przez Tomasza Wełnę w pracy doktorskiej dorobku polskiej typografii, w tym twórców współczesnych, jak również niedopracowanie i wtórność projektu. Autor „Apolonii” zwraca jednak uwagę, że przy projektowaniu swojego kroju przeprowadził analizę istniejących polskich krojów pisma, oraz że pojawiające się w mediach określenie „czcionka narodowa” nie wyszło od niego.
Kroju „Apolonia” używają w dokumentach: 
- Akademia Sztuk Pięknych w Krakowie,
- Uniwersytet Łódzki,
- sąd w Sieradzu,
- Starostwo Powiatowe w Koninie,
- Ministerstwo Obrony Narodowej[4].

## Licencja
Apolonia jest bezpłatnie udostępniona „do użytku niekomercyjnego oraz dla instytucji państwowych, edukacyjnych, non-profit”.
Do użytku komercyjnego przewidziana jest licencja płatna.